# Centaurea heldreichii
Centaurea heldreichii — вид квіткових рослин айстрових (Asteraceae). Ендемік західної Греції.

## Середовище
Населяє кам'янисті місцевості на висотах 0–600 метрів.

## Морфологічна характеристика
Це багаторічник 20–30 см заввишки, біло запушений. Прикореневі листки довгочерешкові, двічі перисто-розсічені, сегменти видовжено-лінійні; верхні менші, подібні. Квіткові голови майже кулясті. Обгортка гола. Квітки трояндові.